# تصمغ

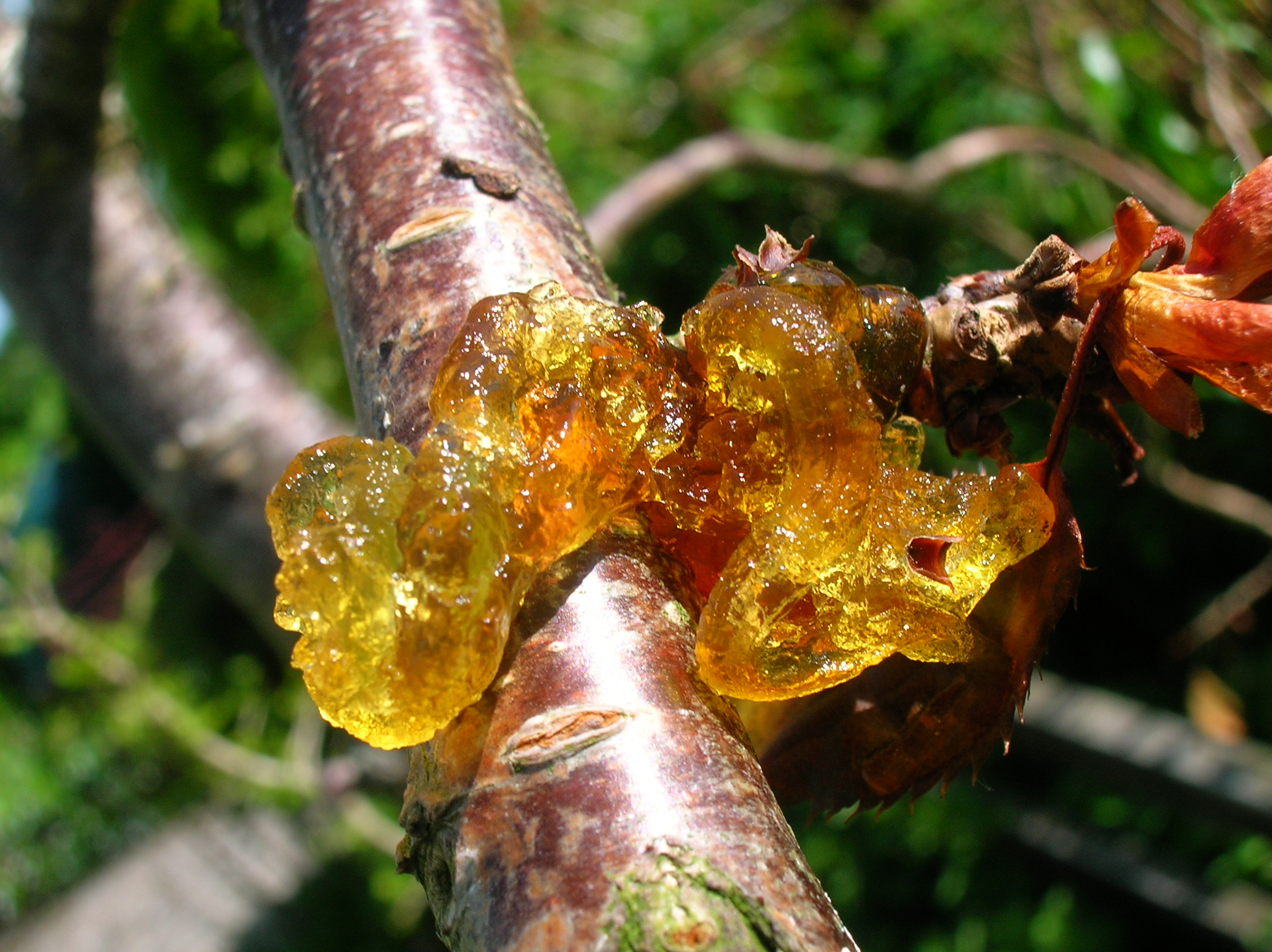
الصمغ الناجم عن التصمغ على الكرز التبتي

التصمُّغ أو ضِرْيَم وسم يصيب معظم الأشجار المثمرة والتزينية والحرجية في سوقها وفروعها فيؤذيها وقد يميتها، حيث تتكون بقع من مادة صمغية على سطحها. أسبابه عديدة منها فطرية ومنها فيزيولوجية. يحدث هذا عندما تتسرب النسغ من الجروح أو السرطانات كرد فعل لمحفزات خارجية مثل الظروف الجوية السيئة أو العدوى أو مشاكل الحشرات أو التلف.

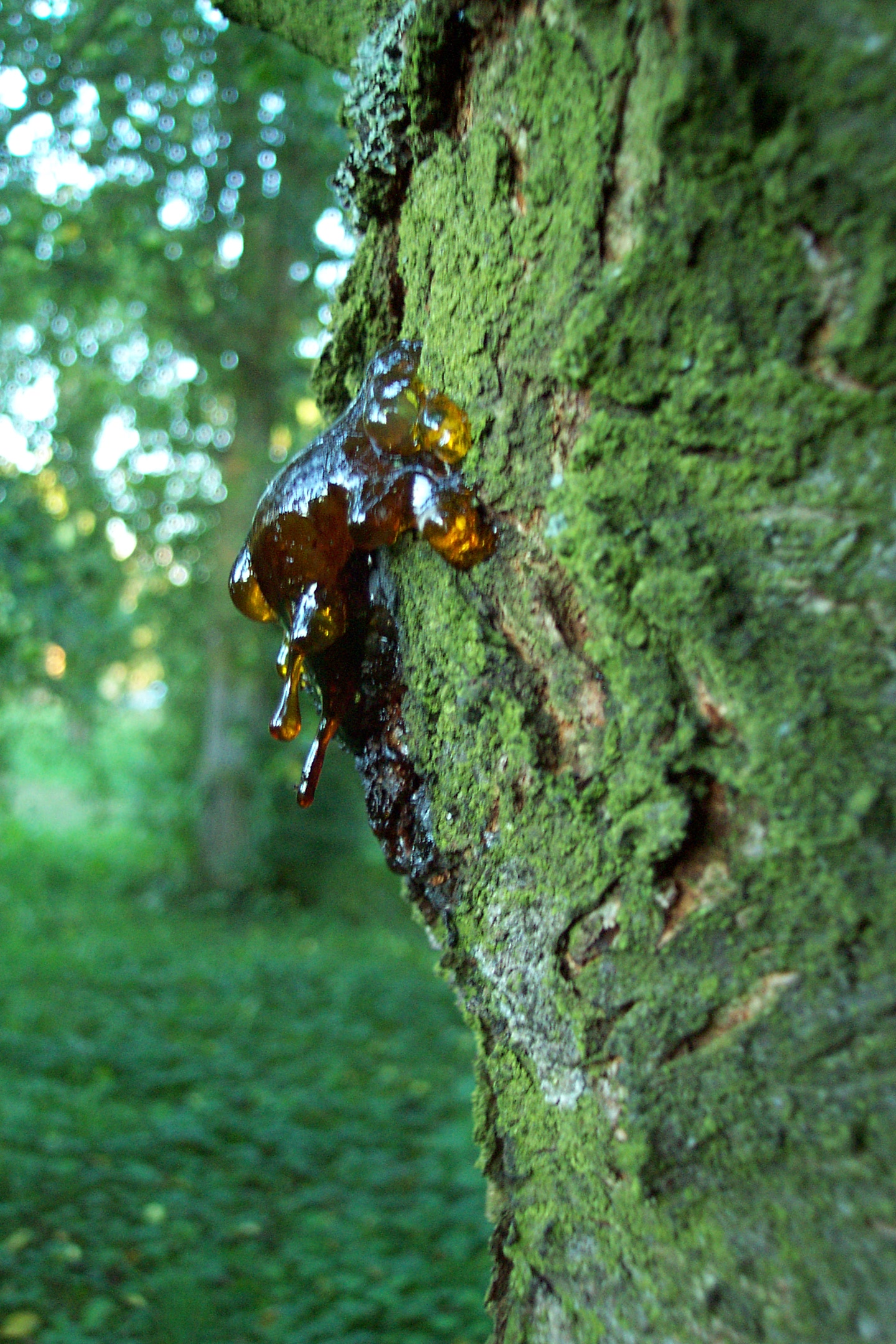
صمغ خارج من لحاء شجرة الكرز
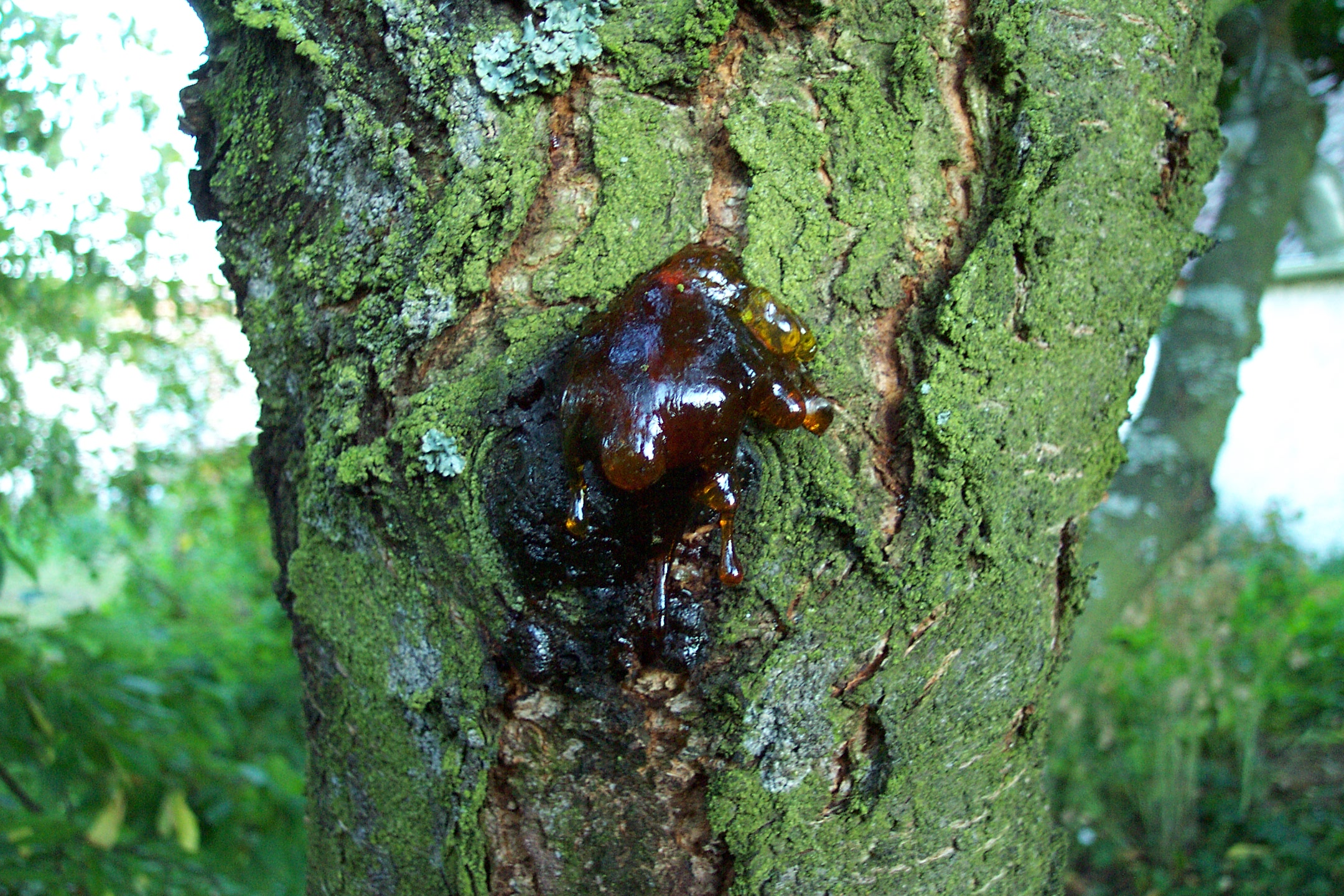
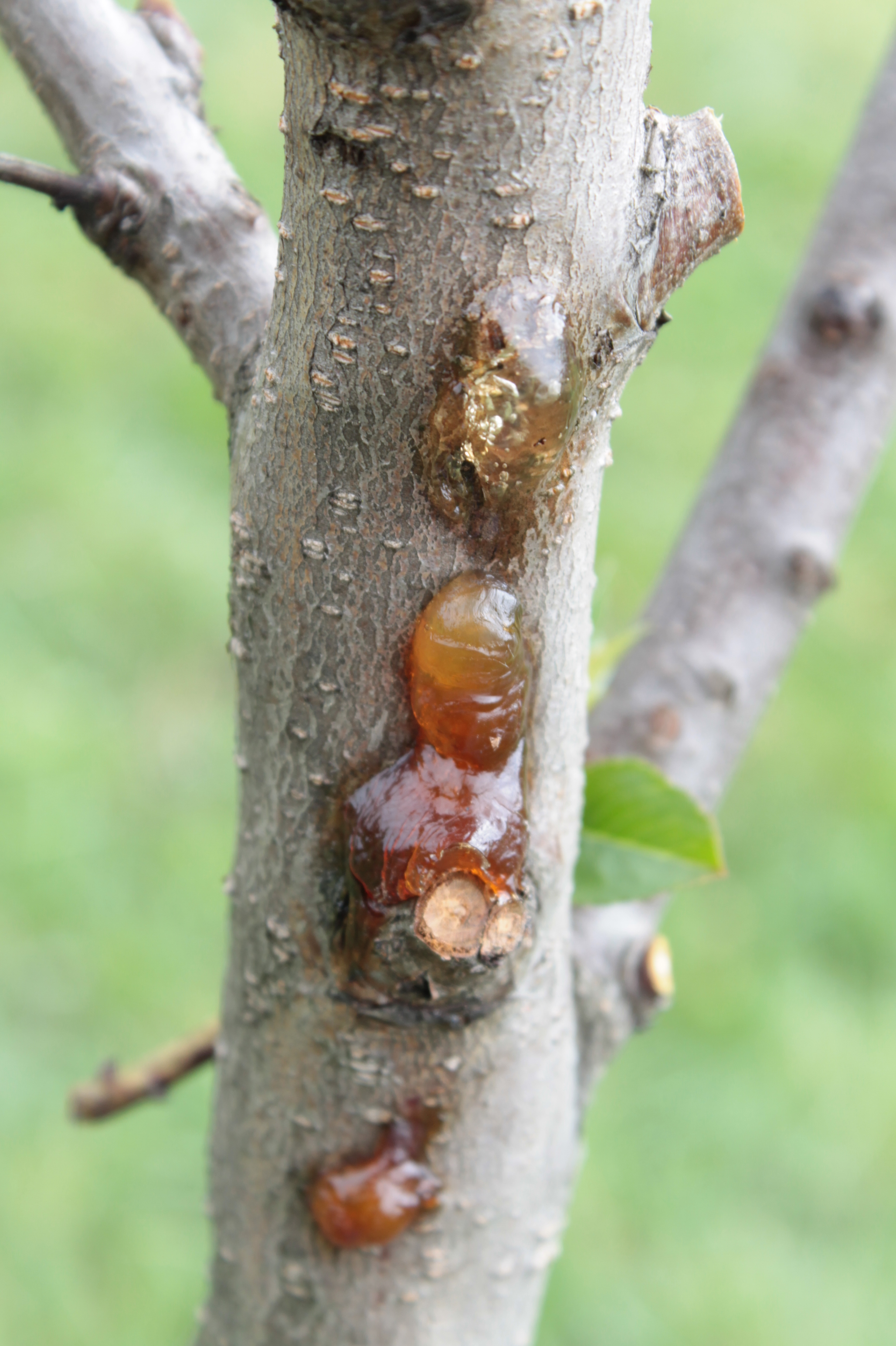
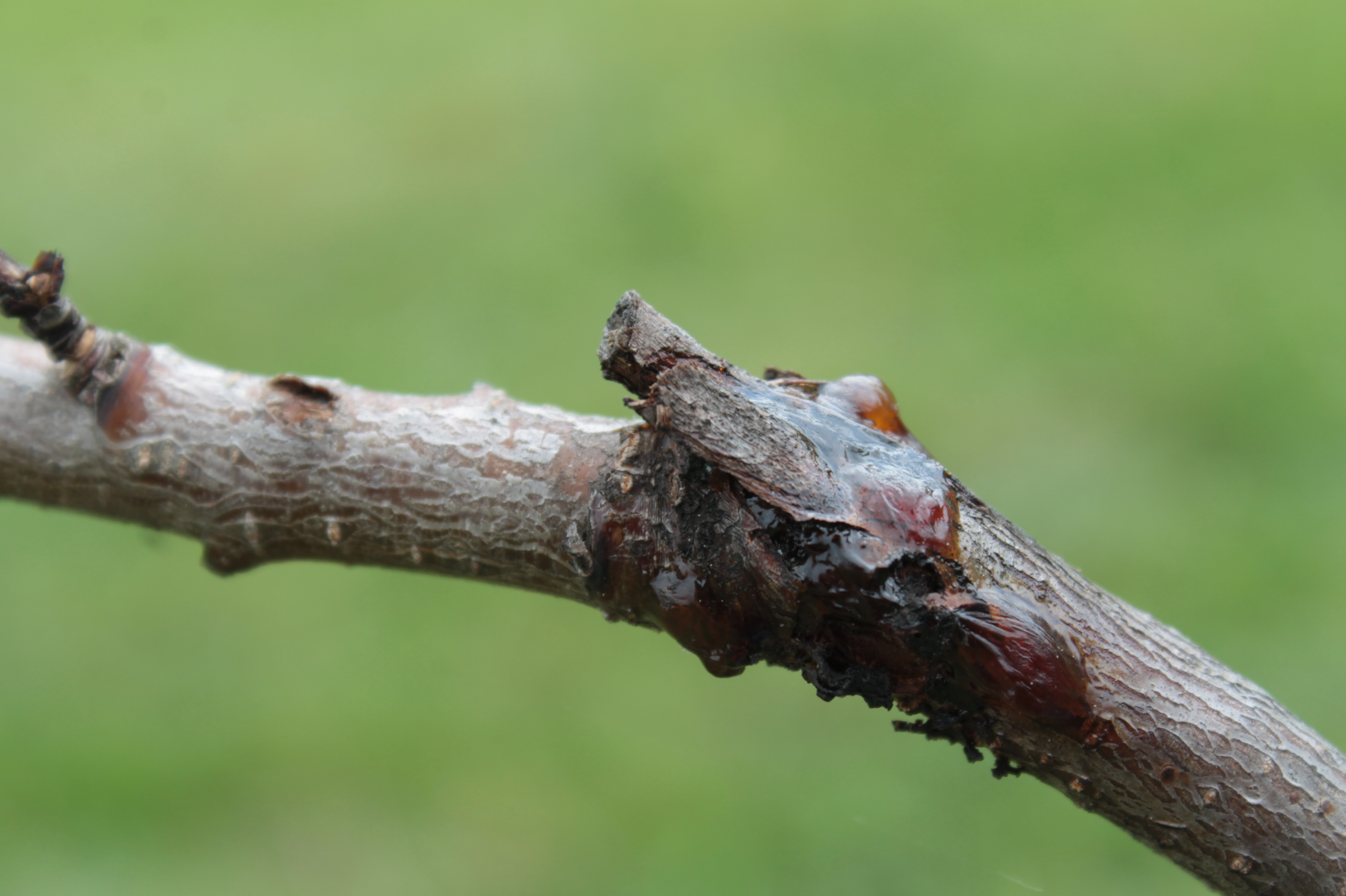
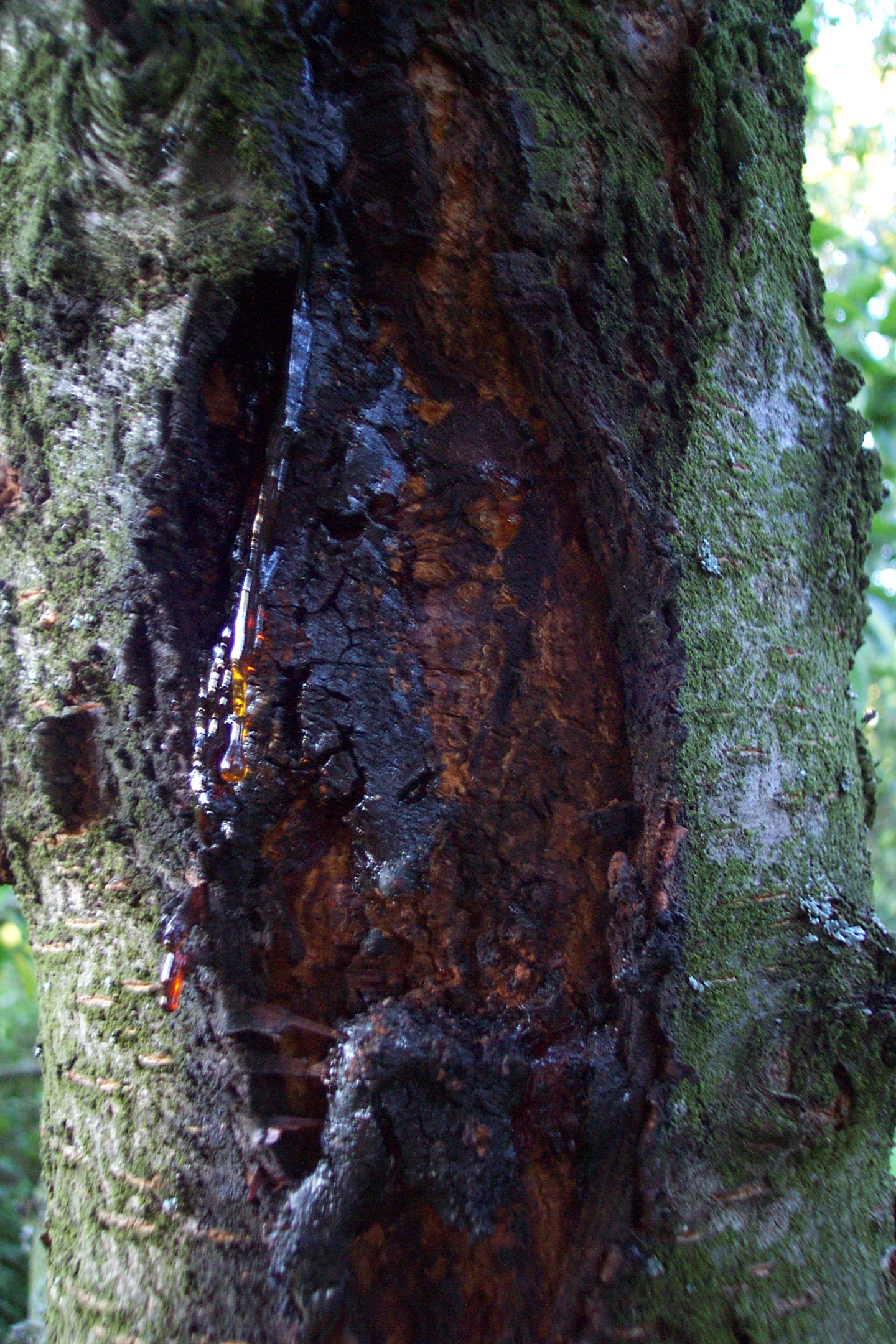